# 24120 Jeremyblum
24120 Jeremyblum è un asteroide della fascia principale. Scoperto nel 1999, presenta un'orbita caratterizzata da un semiasse maggiore pari a 2,9825975 UA e da un'eccentricità di 0,1113247, inclinata di 0,62349° rispetto all'eclittica.